# Alexander Alexandrovich Vasiliev

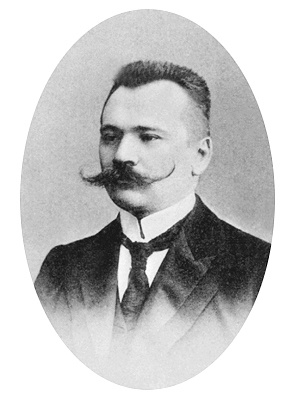
Alexander A. Vasiliev

Alexander Alexandrovich Vasiliev (ursprünglich russisch Александр Александрович Васильев/Alexander Alexandrowitsch Wassiljew, wiss. Transliteration Aleksandr Aleksandrovič Vasilʹev; * 22. Septemberjul. / 4. Oktober 1870greg. in Sankt Petersburg; † 30. März 1953 in Washington, D.C.) war einer der bedeutendsten Byzantinisten der 1. Hälfte des 20. Jahrhunderts. 
Vasiliev studierte Byzantinistik bei Wassili Wassilewski sowie Arabisch an der Universität Sankt Petersburg. 1892 bis 1897 war er als Gymnasiallehrer tätig. 1897 bis 1900 studierte er in Paris weiter und wurde 1901 in Sankt Petersburg promoviert. 1902 begleitete er Nikolai Marr auf einer Forschungsreise zum Katharinenkloster am Fuße des Sinai. Von 1904 bis 1912 lehrte er an der Universität Jurjew. Von 1912 bis 1922 lehrte er an der Pädagogischen Akademie Sankt Petersburg, von 1917 bis 1925 an der Universität Sankt Petersburg, ab 1919 war er Mitglied der Russischen Akademie der Wissenschaften. Bei einem Besuch in Paris 1925 überzeugte ihn Michael Rostovtzeff zur Emigration. Dieser vermittelte ihm auch eine Professur an der University of Wisconsin–Madison. Nach seiner Pensionierung 1938 arbeitete Vasiliev ab 1944 in Dumbarton Oaks.
Zwei seiner Werke, seine Untersuchungen zum Verhältnis von Byzantinern und Arabern und seine Geschichte des byzantinischen Reiches, gehören bis heute zu den Standardwerken zur byzantinischen Geschichte.

## Veröffentlichungen (Auswahl)
- Византия и арабы. 2 Bände. Тип. И. Н. Скороходова, St. Petersburg 1900–1902 (Digitalisat)
  - Bd. 1: Политическия отношения Византии и арабов за время Аморийской династии. 1900
  - Bd. 2: Политическия отношения Византии и арабов за время Македонской династии. 1902
  - Französische Ausgabe: Byzance et les Arabes
    - Bd. 1. La dynastie d’Amorium (820–867) . Edition française préparé par Henri Grégoire et Marius Canard, avec le concours de C. Nallino, Ernest Honigmann et C. Backvis. Brüssel 1935
    - Bd. 2, 1: Les relations politiques de Byzance et des Arabes à l’époque de la dynastie macédonienne. Brüssel 1968
    - Bd. 2, 2: Les relations politiques de Byzance et des Arabes à l’époque de la dynastie macédonienne. Extraits des sources arabes. Brüssel 1950
- История Византийской империи. 3 Bände. 1923–1925
  - Englische Ausgabe: History of the Byzantine Empire. Translated from the Russian by Mrs. S. Ragozin. 2 Bände. Madison 1928–1929
  - Französische Ausgabe: Histoire de l’Empire Byzantin. Traduit du russe par P. Brodin et A. Bourguina, 2 Bände. Paris 1932
- The Goths in the Crimea. Harvard University Press, Cambridge, Mass. 1936
- Justin the First. An introduction to the Epoch of Justinian the Great. Harvard University Press. Cambridge, Mass. 1950